# Национальный театр (Бухарест)
Национальный театр «Ион Лука Караджале», рум. Teatrul Naţional "Ion Luca Caragiale" Bucureşti — театр в Бухаресте (Румыния), один из национальных театров страны. Находится в ведении Министерства культуры и религиозных дел Румынии.

## История
Театр был основан в 1852 году под названием «Большой театр Бухареста» (рум. Teatrul cel Mare din Bucureşti). Первым директором театра стал Костаке Караджале. Был объявлен государственным театром на основании декрета премьер-министра Михаила Когэлничану, в 1875 году получил звание Национального театра. В 1877 переименован в Национальный театр.

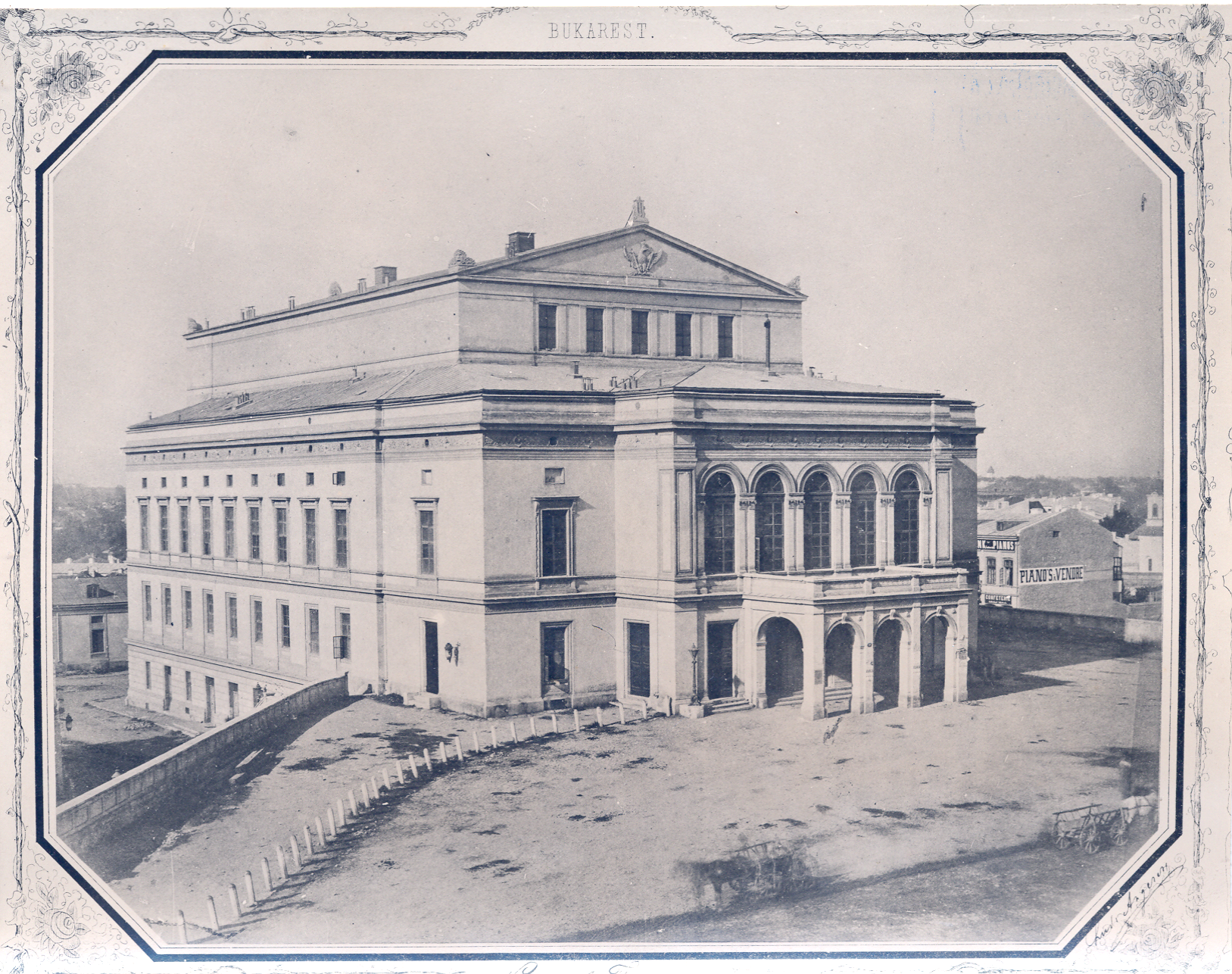
Старое здание Национального театра, 1856 год

Здание театра

## Артисты
- Персоналии:Национальный театр Бухареста

Среди актёров: Дж. Калборяну, А. Бузеску, И. Рэкицяну, С. Попович, Ф. Пьерсик, А. Джугару, М. Ангелеску, Э. Годяну, Е. Попович, М. Русу, И. Финтештяну, Г. Гозорич, Г. Мотой, В. Сечу.